# Белфаст-Міжнародний
Міжнародний аеропорт Белфаст або Аеропорт Ольдергров (англ. Belfast International Airport (IATA: BFS, ICAO: EGAA)) — міжнародний аеропорт у Північній Ірландії, розташований за 21,3 km NW від Белфаста.
Аеропорт є хабом для авіаліній:
- easyJet
- Jet2.com
- Ryanair

## Авіалінії та напрямки

### Пасажирські
| Авіакомпанія         | Пункт призначення |
| -------------------- | --- |
| BH Air               | Сезонний чартер: Бургас |
| easyJet              | Аліканте, Амстердам, Бірмінгем, Бристоль, Единбург, Фару, Глазго, Краків, Острів Мен, Ліверпуль, Лондон-Гатвік, Лондон-Лутон, Лондон-Станстед, Малага, Манчестер, Ньюкасл, Париж-Шарль де Голль, Прага, Венеція Сезонний: Барселона, Бордо, Дубровник, Фуертевентура, Женева, Ібіца, Джерсі, Лансароте, Ліон, Неаполь, Ніцца, Пальма-де-Мальорка, Рейк'явік, Зальцбург, Спліт, Валенсія |
| Ernest Airlines      | Сезонний чартер: Верона |
| Jet2.com             | Аліканте, Фуертевентура, Мадейра, Гран-Канарія, Лансароте, Тенерифе-Південний Сезонний: Альмерія, Анталія, Бургас (з 29 травня 2019), Даламан, Дубровник, Фару, Жирона, Іракліон, Ібіца, Малага, Мальта, Менорка, Неаполь, Пальма-де-Мальорка, Пафос, Реус, Родос, Зальцбург, Верона, Закінф                                                                                            |
| Ryanair              | Аліканте, Бергамо, Берлін-Шенефельд, Гданськ, Краків, Лансароте, Лондон-Станстед, Малага, Мальта, Манчестер, Тенерифе-Південний, Варшава-Модлін, Вроцлав Сезонний: Фару, Жирона |
| Thomas Cook Airlines | Лансароте, Тенерифе-Південний Сезонний: Анталія, Даламан, Енфіда (відновлення 13 березня 2019), Гран-Канарія, Ларнака, Реус |
| TUI Airways          | Сезонний: Бургас, Корфу, Гран-Канарія, Ібіца, Лансароте, Малага, Менорка, Пальма-де-Мальорка, Реус, Родос, Тенерифе-Південний, Верона |
| Virgin Atlantic      | Сезонний: Орландо |
| Wizz Air             | Вільнюс |

### Вантажні
| Авіакомпанія         | Пункт призначення                                |
| -------------------- | ------------------------------------------------ |
| ASL Airlines Ireland | Східний Мідландс                                 |
| DHL Aviation         | Східний Мідландс                                 |
| FedEx Feeder         | Бірмінгем, Лондон-Станстед, Париж-Шарль де Голль |
| Titan Airways        | Лондон-Станстед                                  |
| Star Air             | Східний Мідландс                                 |
| West Atlantic UK     | Східний Мідландс                                 |

## Статистика
|      | Пасажирообіг | Авіатрафік | Вантажообіг (тонн) |
| ---- | ------------ | ---------- | ------------------ |
| 1997 | 2,476,834    | 35,070     | 24,838             |
| 1998 | 2,671,848    | 38,976     | 25,275             |
| 1999 | 3,035,907    | 44,817     | 25,773             |
| 2000 | 3,147,670    | 41,256     | 30,599             |
| 2001 | 3,618,671    | 45,706     | 32,130             |
| 2002 | 3,576,785    | 38,453     | 29,474             |
| 2003 | 3,976,703    | 39,894     | 29,620             |
| 2004 | 4,407,413    | 43,373     | 32,148             |
| 2005 | 4,824,271    | 47,695     | 37,878             |
| 2006 | 5,038,692    | 48,412     | 38,417             |
| 2007 | 5,272,664    | 51,085     | 38,429             |
| 2008 | 5,262,354    | 55,000     | 36,115             |
| 2009 | 4,546,475    | 44,796     | 29,804             |
| 2010 | 4,016,170    | 40,324     | 29,716             |
| 2011 | 4,103,620    | 57,460     | 31,062             |
| 2012 | 4,313,685    | 58,011     | 29,095             |
| 2013 | 4,023,336    | 54,003     | 29,288             |
| 2014 | 4,033,954    | 50,973     | 30,073             |
| 2015 | 4,391,307    | 52,246     | 30,389             |
| 2016 | 5,147,546    | 55,155     | 7,597              |
| 2017 | 5,836,552    | 58,152     | 12,308             |

## Наземний транспорт
Що 15 хвилин у будні між аеропортом і містом курсують автобуси Airport Express 300. Відходить автобус від зупинки навпроти виходу з терміналу. Зупинки передбачені на Темплпатрік, Роял Авеню і біля Бізнес-центру Європа. Квитки на автобус можна придбати в кіоску інформації або в автобусі у водія. З аеропорту в Белфаст квиток коштує £ 7,50, зворотний квиток обійдеться в £ 10,50. До зупинки Темплпатрік — £ 5,50 назад — £ 8,70.
Автобуси Ulsterbus 109A курсують 6:00 — 18:00 з понеділка по суботу, між залізничною станцією Лісберн, аеропортом Белфаст та залізничною станцією Антрім.
Без вихідних курсують автобуси оператора Airporter.